# Pteromalus flaviscapus
Pteromalus flaviscapus är en stekelart som beskrevs av Rudow 1886. Pteromalus flaviscapus ingår i släktet Pteromalus och familjen puppglanssteklar.
Artens utbredningsområde är Italien. Inga underarter finns listade i Catalogue of Life.